# Асатиани, Леван Никифорович
Леван Никифорович Асатиани (груз. ლევან ნიკიფორეს ძე ასათიანი ) (12 июля 1900 — 14 мая 1955) — грузинский и советский литературовед.
Окончил Тбилисский университет в 1927 году.
Автор трудов:
- «Жизнь Акакия Церетели» (1940),
- «Грузинская рабочая революционная поэзия» (1951).

Асатиани один из первых историков грузинской советской литературы, который изучал связи грузинской литературы с украинской и другими литературой:
- «Из истории культурных взаимоотношений Грузии и Украины» (1954),
- «Литературные связи грузинского народа с братскими народами» (1955),
- «Леся Украинка» (1953).

## Произведения
- Укр. перев. — Тарас Шевченко и грузинская литература. «Советское литературоведение», 1957, № 3;
- Рус. перев. — Жизнь Акакия Церетели. Тбилиси, 1947; Дружба братских литератур. Тбилиси, 1958.